# Beanana
Beanana est une commune urbaine malgache située dans la partie centre-nord de la région d'Alaotra-Mangoro.